# Bataille de Gura
Guerre égypto-éthiopienne
Batailles
La bataille de Gura est la deuxième et dernière bataille de la guerre Égypte – Abyssinie, elle s’est déroulée à Gura, un village de la province du Hamasien, du 7 au 9 mars 1876. Décrit par Berhanou Abebe comme un des combats les plus « importants pour la sauvegarde de l’indépendance éthiopienne » , l’affrontement s’acheva par une victoire des Abyssins, menés par Yohannes IV, après que les Égyptiens du khédive Ismail Pacha eurent été « sévèrement battus ». Toutefois chaque camp subit de grosses pertes. Cette bataille marque la fin de la guerre égypto-éthiopienne.

## Contexte
Après la défaite de Gundet, le khédive Ismail Pacha, convaincu que la déroute était due à la seule supériorité numérique abyssine, décide de rassembler une armée plus puissante composée d'environ 20 000 hommes disposant des armes les plus modernes. Il envoya alors Mohammed Ratib Pacha, commandant en chef de l’armée , secondé par le général américain William Loring et accompagné de Hassan Pacha, fils du khédive. Le 5 décembre 1875, une expédition à laquelle neuf officiers américains participaient fut envoyée par le khédive et partit de Suez. À la fin janvier 1876, une autre armée égyptienne partit de Mitsiwa et arriva dans la plaine de Gura, où deux forts seront construits. Localement, les Égyptiens tentèrent de persuader des chefs de faire défection mais la plupart se rallièrent à Yohannes IV. Toutefois certains avaient accepté de collaborer, dont Wolde Mikael Salomon, ce qui avait facilité l’installation rapide des troupes égyptiennes. Du côté abyssin, Yohannes IV mobilisa ses troupes en présentant cet affrontement comme un combat entre la Chrétienté et l’Islam. Il parvint à rassembler environ 100 000 hommes dont certains venaient de la lointaine province du Godjam.

## Déroulement de la bataille
Bien que plus nombreux que lors de la bataille de Gundet, les Égyptiens étaient toujours largement inférieurs en nombre et par ailleurs leur leadership avait empiré : les officiers étaient en désaccord à propos de la chaîne de commandement. Shaleqa Alula Engida, commandant de l’avant-garde, décide de lancer une offensive avec ses troupes le 7 mars 1876. La tactique qu’il a utilisé aurait été décisive lors de la bataille. Il s’approcha des deux positions occupées par les Égyptiens pour ensuite feindre une retraite en panique et amener Ratib Pacha à quitter son poste fortifié. Ce dernier ordonna à ses troupes d’attaquer, 5 200 soldats quittèrent le fort, seuls 1 900 retournèrent. 
Après cette intervention abyssine, les Égyptiens répliquèrent. Yohannes IV perça de sa main les outres qui contenaient les provisions d’eau de son armée et s’écria : « Mes enfants si vous ne voulez pas mourir de soif allez faire vos provisions d’eau au-delà de la ligne ennemie » . Les soldats abyssins envahirent la plaine où les Égyptiens se trouvaient. L’inaptitude des officiers égyptiens et le manque de fiabilité de leurs soldats permirent aux 100 000 Abyssins de percer leurs lignes de défense et de capture rapidement 6 000  hommes et par la suite de tuer, blesser ou capturer le reste des Égyptiens, seuls 500 en sortiront libres. Plus tard, ils tenteront de s’attaquer à la position fortifiée et l’armée abyssine subit d’importantes pertes, celle-ci décide alors de camper sur ses positions et d'assiéger la position égyptienne. Lorsque le commandant égyptien se retrouva cerné avec sa propre artillerie pointée en direction de son fort il demanda une trêve. Yohannes IV, conscient que ses provisions ne permettraient pas un long siège, accepta à la condition que les Égyptiens quittent les hauts plateaux. Après une tentative d’accord, il rompit les relations et donna l’ordre à ses troupes d’entrer dans le Hamassen. Toutes les régions furent évacuées à l’exception de Bogos, l’origine du contentieux, qu'il pensait récupérée lors des futures négociations avec Le Caire (voir: Négociations post-conflit).

Après le départ des Abyssins, les officiers égyptiens perdirent le contrôle de leurs troupes qui brûlèrent les ennemis morts et blessés. Les Abyssins décidèrent alors de tuer environ 600 prisonniers égyptiens, parmi eux le Dr Muhammed Ali Pasha et Neghib Bey Muhammed. Le 12 mars 1876, une amnistie fut arrangée. M. Sarzac, le consul français à Mitsiwa se rendit sur le lieu de la bataille. Les survivants furent ramenés vers Mitsiwa, où ils arrivèrent en mai. 
Au plan interne, le Negusse Negest était parvenu à unifier le pays entier, événement qui ne s'était plus produit depuis plusieurs siècles, Par ailleurs, cette guerre rapporta à Yohannes IV 20 canons, environ 13 000 fusils Remington et plusieurs munitions qui lui apporteront un avantage militaire considérable face à ses ennemis internes. L’autre grand vainqueur fut Alula Engida, qui sera par la suite surnommé « Lion de Gura » en raison de son rôle décisif. Si l’on s’en tient à ses propres paroles, il aurait évité un tir en raison d’un geste brusque de son cheval. Un peu plus tard, Shaleqa Alula recevra le titre de Ras. Son rôle sera rappelé par un chroniqueur de Yohannes IV qui écrira : « Il [Yohannes IV] avait fait tout cela avec un seul tigréen, aucun autre de ses vassaux ne l’aida. » . De nombreuses personnalités de haut rang sont mortes lors de cette bataille dont le frère aîné d’Alula Engida, Basha Gebre Maryam. L’Abune Atnatewos fut blessé par un tir, blessure qui causera sa mort. Malgré ces pertes, la victoire de Gura avait une valeur considérable et fut, à l'époque, la bataille la plus importante de l’Histoire contemporaine abyssine. Deux canons capturés aux Égyptiens sont encore visibles à Axoum.
Du côté égyptien, Ismaïl Pacha tenta encore une fois de censurer la défaite. Les « débâcles »  de Gundet et de Gura le discréditèrent aux yeux de ces troupes, un des soldats ayant participé aux campagnes, Ahmed Urabi, se rebellera contre le Khédive et s’affirmera comme père du nationalisme révolutionnaire égyptien.